# Progresismo

La Libertad guiando al pueblo, cuadro de Eugène Delacroix, erróneamente asociado a la Revolución de 1789, pese a que corresponde a los sucesos revolucionarios de los años 1830 (Museo del Louvre, París).

El progresismo es una doctrina política y social orientada, generalmente, hacia el desarrollo de un estado del bienestar, la defensa de derechos civiles, la participación ciudadana y cierta redistribución de la riqueza. En este sentido, el progresismo defiende, en líneas generales, más equidad económica e igualdad social, así como también lo que se consideran mayores avances o progresos en materia sociocultural.
En el progresismo, como subespectro político, tienden a confluir diversas doctrinas filosóficas, éticas y económicas de la socialdemocracia y del socioliberalismo. Como contraste, comúnmente se considera que estas corrientes aglutinan fuerzas opuestas al conservadurismo en lo cultural y al neoliberalismo en lo económico.
Por otra parte, los progresistas persiguen principalmente la libertad personal; por ello, fomentan reformas en lo social, lo económico, lo político y lo institucional, con lo cual pretenden profundizar en la libertad del individuo ampliando sus capacidades dentro de la sociedad (libertad positiva). De esta manera, en lo socioeconómico, el progresismo propone que el Estado o la misma sociedad generen condiciones que permitan a las personas superar la desigualdad social a través de procesos de inclusión social.
En general, el progresismo como tendencia política suele entenderse como pragmático, por lo que frecuentemente no se le define en un punto específico del espectro tradicional izquierda-derecha. No obstante, al progresismo a veces también se le suele enmarcar dentro del espectro de las izquierdas, pero sobre todo alrededor de la centroizquierda. Aunque algunos sectores de la propia izquierda —sobre todo aquellos que se definen a sí mismos como revolucionarios— buscan desmarcarse del progresismo por considerarlo como meramente reformista.
Aunque el término tiene precedentes en la Revolución francesa, cuando políticamente era sinónimo de reformismo, el progresismo tomó forma como tendencia política de las luchas contemporáneas por los derechos civiles y políticos que dieron vida a movimientos sociales como la revolución sexual, el feminismo, el ecologismo, el veganismo, la sexodiversidad, entre otros.

## Características generales en la actualidad
Algunas características del progresismo —que pueden variar de enfoque según cada corriente del mismo— son las siguientes:
- Laicista: Los laicistas defienden o favorecen la existencia de una sociedad organizada aconfesionalmente, es decir, de forma independiente, o ajena a las confesiones religiosas.
- Ecologista: Propugna medidas medioambientales para así preservar el medioambiente.
- Pacifista: Los progresistas por lo general son pacifistas, pues rechazan las revoluciones violentas características de las corrientes extremistas.
- Feminista: Los feministas rechazan la misoginia y el machismo por ser consideradas prácticas que denigran y degradan las condiciones de las mujeres. Buscan legalizar el aborto para que las mujeres puedan decidir sobre sus cuerpos.
- Sexualmente liberal: La liberación sexual ha propiciado el respeto y la aceptación de la homosexualidad, la bisexualidad, las relaciones sexuales prematrimoniales y la difusión de los métodos anticonceptivos.
- Antirracista: Los antirracistas buscan una sociedad más igualitaria para las minorías étnicas.
- Reformista: Busca cambios constantes que impulsen el progreso indefinido en lo social, económico e institucional.
- Pragmático: Plantea que el progreso se logra implementando políticas que mediante hechos han demostrado funcionar. Por lo tanto sus medidas en lo económico y social no están sujetas a ideologías que propugnen la igualdad y la libertad de manera separada.
- Vegano/Vegetariano: Oposición al consumo de todos o parte de productos de origen animal, ya sea por conciencia o por su impacto ambiental.
- Cooperativo/a: El progreso se logra trabajando con todos los sectores interesados para el desarrollo económico, social, político e institucional, e impulsa el reconocimiento de los derechos individuales.
- Democrático: Se identifica la democracia como el sistema de gobierno que mejor protege los derechos humanos y la libertad. Rechaza los políticas y regímenes autoritarios.
- Vanguardista: Romper el statu quo en lo social y en lo político se ha vuelto una tendencia en los partidos que propugnan el progresismo.

## Origen del término

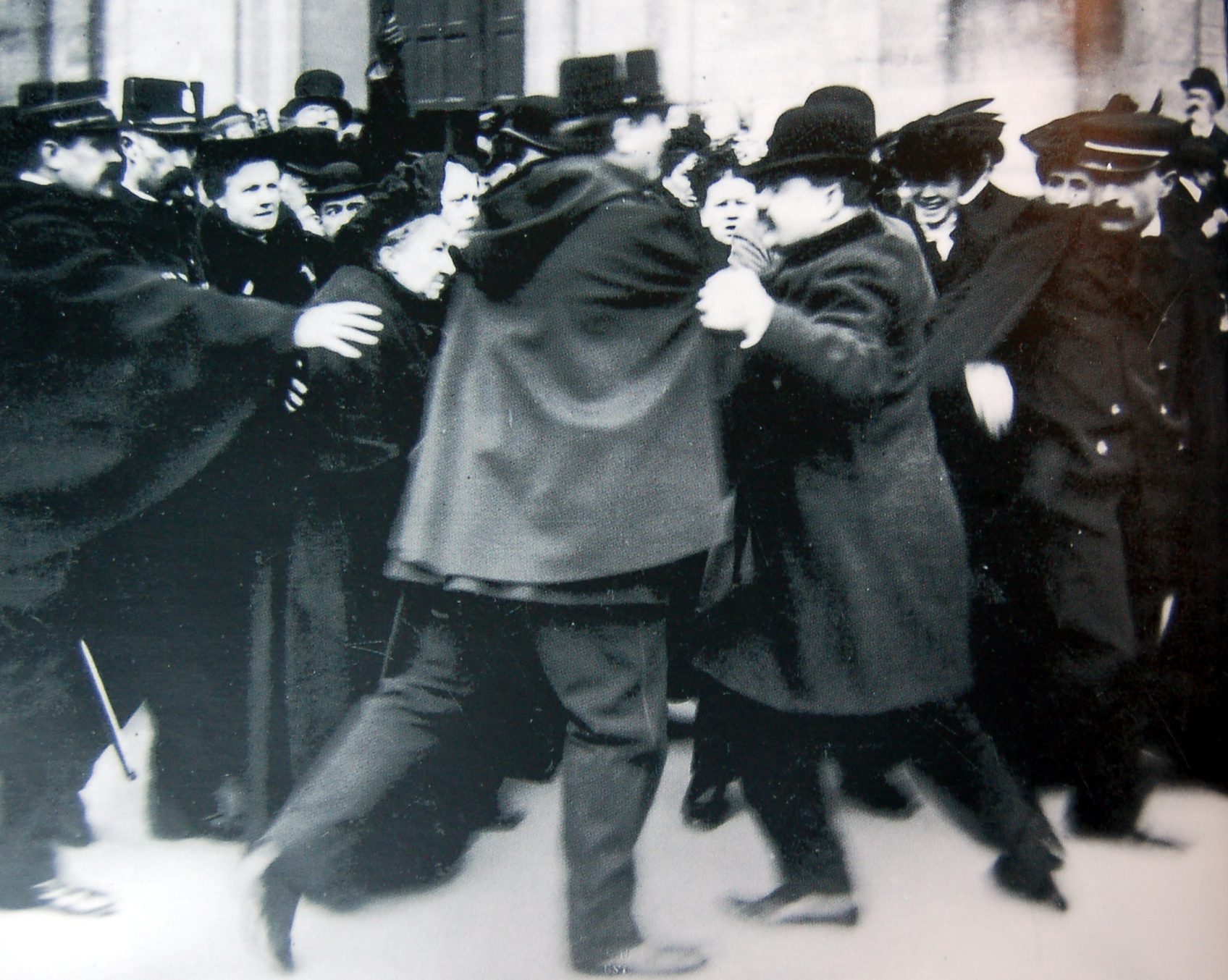
Manifestantes por la separación Iglesia-Estado en París (1904).

El término progresista, en castellano, proviene de los progressives británicos de finales del siglo XIX.[cita requerida] La traducción correcta sería progresivistas pero, intencionadamente o no, se tradujo por un término con connotaciones más positivas como es progresismo.[cita requerida]
Los términos progresista y progresismo nacieron, en el contexto de la revolución liberal del siglo XIX, para designar a los reformistas o revolucionarios, partidarios de la idea de progreso en el plano político-institucional, el cambio social y las transformaciones económicas e intelectuales, frente a los conservadores, partidarios del mantenimiento del orden existente —tanto los reaccionarios partidarios de la vuelta al Antiguo Régimen, como los conservadores o moderados, partidarios de distintas formas de compromiso lampedusiano entre lo viejo y lo nuevo—.
Mientras que el término opuesto a reaccionario es revolucionario, el término contrapuesto a progresista es conservador.
En cuanto a la relación entre los conceptos de revolucionario y progresista, si bien eran plenamente vinculables en la primera mitad del siglo XIX, fueron alejándose a medida que se imponían la Revolución Industrial, el capitalismo y la sociedad de clases presidida por la burguesía (revolución burguesa). De hecho, fue a partir de la revolución de 1848 cuando se definió con claridad la nueva oposición social entre burguesía y proletariado (organizado en el movimiento obrero). Los antiguos progresistas fueron dejando de ser revolucionarios y comenzaron a identificarse mucho más con el término reformista.[cita requerida]
Por otro lado, también se considera que los movimientos sociales de 1968 y la conformación de la nueva izquierda influyeron en la conformación de lo que hoy es el progresismo. Estos movimientos tuvieron mayor énfasis en cuanto a la transformación a nivel sociocultural con una postura más antiautoritaria, antibelicista y partidaria de los derechos civiles, del feminismo y de la sexodiversidad, aunque con posturas variopintas en cuanto a la transformación socioeconómica desde reivindicación del socialismo hasta inclinaciones más reformistas. En contraste, la vieja izquierda mantuvo un énfasis casi exclusivo en las reivindicaciones de clase, fue más autoritaria y por lo general con poco interés en cambios culturales con inclinaciones por lo general más conservadoras en este aspecto.

## Posturas
El progresismo actual varía en sus posturas ampliamente:
- En Europa representa un sinónimo de una izquierda democrática, muchas veces más cercana a la socialdemocracia que busca defender ciertas posturas como financiamiento público del sistema de salud, financiamiento público del sistema educativo, legislación de la interrupción del embarazo, libertad sexual, eutanasia, laicismo y ecologismo, entre otros.
- En América Latina, el progresismo está asociado a muchas corrientes políticas distintas, a veces contrarias entre sí, aunque también a veces compartiendo ciertos principios rectores:
  1. Por un lado, ciertas corrientes que se desarrollan con posiciones que van del centro a la izquierda política, pero gravitando generalmente hacia la economía social de mercado de cuño centroizquierdista, aunque también posturas de socialismo democrático.[4][10]
  2. Por otro lado, ciertas corrientes asociadas muchas veces con el nacionalismo popular y el latinoamericanismo, con ciertas propuestas de socialismo sui generis o, en su defecto, con posturas marcadamente antineoliberales.[4][10]
- En Estados Unidos existen distintos grupos que se disputan el uso del término «progresista»:
  1. Por un lado, está el ala moderada del Partido Demócrata, en sí más vinculada con un capitalismo más regulado en comparación con las posturas del Partido Republicano.[2] No obstante, en esta misma ala pueden encontrarse una corriente más centrista que prefiere el término «liberal» y otra más a la izquierda que prefiere la etiqueta de «progresista».[11]
  2. Por otro lado, también existe el ala más izquierdista del Partido Demócrata, que promueve cambios sustantivos en lo económico y en lo político. A veces vinculada con nociones de socialismo democrático o socialdemocracia.[2][12] En estas corrientes se suele rechazar el término «liberal» y su militancia se suele identificar más como izquierdista o incluso como anticapitalista, sobre todo esto último en quienes asumen el socialismo democrático.[11]
  3. Asimismo, existe el movimiento progresista tradicional, muchas veces más vinculado con movimientos sociales de base, que busca romper el bipartidismo y generar «cambios radicales» como, por ejemplo, cambios en la política migratoria, mayor regulación en una economía más participativa, además de elaborar una política ecologista con unos objetivos más marcados.[2]

## Significado por países

### España

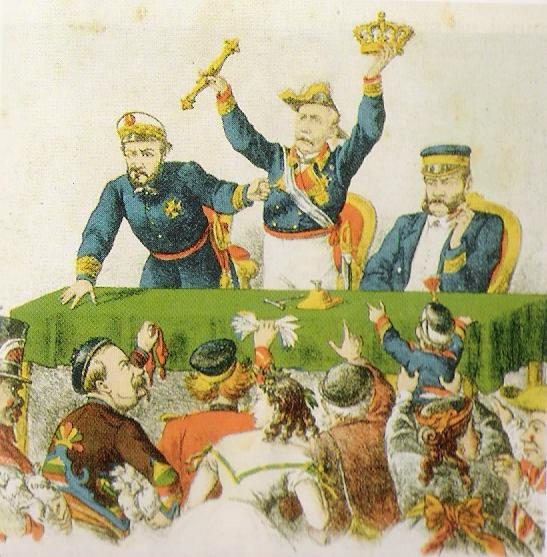
Juan Prim, Francisco Serrano y Domínguez y Juan Bautista Topete
subastan los atributos del trono español durante la búsqueda de un nuevo rey. Publicado en la revista La Flaca en abril de 1869.

Los primeros partidos políticos progresistas en España surgen en el seno del liberalismo del siglo XIX. El Partido Progresista gobernó dos años (el Bienio Progresista, 1854-1856), bajo la jefatura del general Espartero, al que le sucedió el general Prim, quien lo convirtió en el principal protagonista de la Revolución de 1868, que puso fin a la Monarquía de Isabel II. Posteriormente, este partido quedaría dividido en dos: el ala moderada, dirigida por Práxedes Mateo Sagasta, formó el Partido Constitucional, y otra más "radical", encabezada por Manuel Ruiz Zorrilla, formó el Partido Demócrata-Radical.
En el siglo XX, el progresismo español empezó a competir con los incipientes partidos socialistas además de los tradicionales conservadores. Tuvieron relevancia durante la Segunda República Española, por ejemplo, el Partido Republicano Radical, fundado por Alejandro Lerroux, que tuvo ideas progresistas en sus inicios aunque luego moderó su posición. También destacó Acción Republicana, fundada por Manuel Azaña, que se implicó en la construcción y consolidación de la república, y llegó a formar parte del Gobierno Provisional, que se hizo cargo del país tras la salida de España del Rey. Estos partidos fueron declarados ilegales tras la victoria del bando sublevado en la Guerra Civil, y el progresismo español cayó en desgracia durante los cuarenta años de la dictadura de Francisco Franco.
Con la Transición Española y la llegada de la democracia, volvió la ideología progresista al país. No obstante, su discurso cambió con respecto a sus orígenes. El progresismo a finales del siglo XX y principios del siglo XXI se consideró una serie de ideas orientadas al avance y al futuro frente al estatismo, y pudo considerarse un sinónimo del centroizquierda en el espectro político. Algunos partidos socialdemócratas, como el refundado PSOE, lideraron el progresismo político en la mayor etapa de gobierno durante la democracia con Felipe González (1982-1996). En el siglo XXI, el partido político progresista Unión Progreso y Democracia obtuvo representación en el Congreso de los Diputados en 2008 y en 2011.
Más recientemente Albert Rivera, exlíder del partido Ciudadanos, ha definido a su organización como «centro liberal progresista», aunque rechazando la socialdemocracia. En contraste, Pablo Iglesias, exlíder del partido Podemos, ha reivindicado también la etiqueta de progresista, pero al mismo tiempo ha defendido la socialdemocracia.

### Estados Unidos
En los Estados Unidos, el término «liberal» en algunas ocasiones equivale a «progresista» —siendo entonces casi sinónimo—, y está asociado al liberalismo social o liberalismo moderno. En cambio, a los promotores del liberalismo económico o liberalismo clásico no se les llama liberals, sino libertarians (en español, libertarios), siendo este último término sinónimo tradicionalmente de «anarquista» en el habla hispana.
Esto es herencia del viejo bipartidismo, que consagró el término liberal como sinónimo de la izquierda, y conservative como sinónimo de la derecha. No obstante, en algunos otros países puede darse una confusión de términos semejante; por ejemplo, en Colombia el Partido Liberal Colombiano es socialdemócrata y miembro de la Internacional Socialista; en Honduras, el Partido Liberal tiene importantes sectores de pensamiento socialdemócrata, y en Reino Unido, el Partido Liberal Demócrata surgió de la fusión entre el histórico Partido Liberal, y el Partido Social Demócrata se escindió del laborismo y se considera a menudo como de centroizquierda.
Este uso del término «liberal» en los Estados Unidos como se conoce actualmente tiene antecedentes a comienzos del siglo XIX cuando la población de los Estados Unidos era fundamentalmente ignorante de las condiciones (laborales, sanitarias) en las que se desarrollaba la actividad industrial en las fábricas. En esta situación, se desarrolla el movimiento progresista que encontró en el republicano Theodore Roosevelt a un líder que pensaba que un presidente debía usar el poder federal para mejorar las condiciones de vida de su pueblo, para darle al hombre ordinario lo que él llamó «un trato justo» («square deal»). Entonces, a partir de la década de los 30 los partidarios de Roosevelt y de su intervencionismo económico usaron frecuentemente la palabra «liberal» para referirse a ellos mismos, perdiendo el significado tradicional en ese país que se refería a un partidario del libre mercado.
Ocurre el hecho curioso de que, mientras que en otras partes del mundo los sectores progresistas abanderan nombres ligados generalmente a la izquierda política, en los Estados Unidos parte de dichos sectores han adoptado el nombre de «liberales», etiqueta que en otros países se relaciona con sectores que en la actualidad no son vistos como progresistas, lo que ocasiona la confusión de mucha gente que piensa que, por la coincidencia de nombres, en los Estados Unidos no existiría el progresismo a la usanza de los otros países.
Por otro lado, el progresismo en los Estados Unidos varía desde posturas centristas hasta gran variedad de posturas dentro del espectro izquierdista, aunque parte de la militancia progresista estadounidense —sobre todo quienes se ubican más la izquierda— rechazan el término «liberal» para reflejar su posición. Por otro lado, desde los años 2010 dentro del movimiento progresista estadounidense el término «socialismo» ha tenido mayor presencia positiva, aunque en general con un significado más moderado.

### Francia
A partir de la Tercera República francesa, la palabra progresista en este país ha tendido a significar lo contrario de su significado literal. Así, hay políticos, periódicos y grupos parlamentarios que se hacen llamar progresistas republicanos que, por lo general, incluyen el discurso de los republicanos, pero se declaran antisocialistas en lo económico y en lo social. A partir de la Quinta República francesa, el término ha recuperado su significado clásico.

### Reino Unido
En el Reino Unido, hay varios partidos que dicen ser progresistas, incluido el Partido Laborista, el Partido Liberal Demócrata, el Partido Nacional Escocés, Plaid Cymru y el Partido Verde de Inglaterra y Gales. La coalición entre los conservadores y los liberales demócratas también afirma ser progresista.

### Venezuela
En Venezuela, existen distintas organizaciones políticas —tanto partidos como movimientos o institutos— que se identifican como progresistas.
Por un lado, este término y su significado han sido utilizados, en diversos discursos políticos, por varios dirigentes de la oposición venezolana, como el caso de Leopoldo López con su partido Voluntad Popular, el cual ha asumido la socialdemocracia como línea ideológica. De igual manera, el líder opositor y dos veces candidato presidencial Henrique Capriles Radonski se ha calificado a sí mismo como progresista. Asimismo, existen partidos políticos como Avanzada Progresista, el cual fue fundado bajo la categoría de «izquierda progresista», aunque con el tiempo —a medida que ha avanzado la crisis venezolana— su líder Henri Falcón ha pasado a hablar de «centro progresismo».
Por otro lado, en ocasiones al chavismo se le ha considerado como una fuerza progresista. De hecho, el propio Nicolás Maduro ha utilizado la etiqueta de «progresista» de forma positiva. Sin embargo, algunos activistas chavistas reconocen que el chavismo como movimiento en ocasiones ha mantenido posturas conservadoras, sobre todo, en lo cultural-familiar. Otros que aunque reivindican también la figura de Hugo Chávez, como es el caso del exministro Rodrigo Cabezas, han criticado específicamente al Gobierno de Maduro por aplicar una serie de políticas a las cuales Cabezas ha señalado como: «Eso no es socialismo democrático, no es de izquierda, no es progresista, no es humanismo». Asimismo, el economista marxista Manuel Sutherland —quien es crítico con el chavismo— ha invitado a la izquierda internacional a «criticar a los “progresismos”  con la misma sagacidad y agudeza que aplica a regímenes abiertamente antiobreros y derechistas», haciendo referencia que a pesar del uso de una retórica progresista o socialista el chavismo ha mantenido acciones que evidencian lo contrario.
Entre las organizaciones no gubernamentales existe también el Instituto Progresista, fundado en 2012, que tiene como misión la formación de liderazgos con vocación de servicio público, bajo los valores de innovación y solidaridad.

### Colombia
El partido que puede ser una representación tangible a esta doctrina es la del Colombia Humana —anteriormente conocido como el movimiento Progresistas— liderada por Gustavo Petro, exmiembro del desmovilizado grupo guerrillero Movimiento 19 de Abril (M-19), exalcalde de Bogotá y presidente de Colombia para el periodo 2022-2026, ya que su programa de gobierno para el 2018 denominado Colombia Humana, combina aspectos de la socialdemocracia, con otros aspectos de la coyuntura actual como la protección al medio ambiente mediante la eliminación de la producción y el uso de combustibles fósiles y la reducción de gases contaminantes, el desarrollo social mediante la educación gratuita pública universal y ha sido uno de los grandes defensores del laicismo mediante la defensa y construcción de la Constitución de Colombia de 1991. Su política defiende la práctica de la inclusión y aceptar la diversidad cultural, está en pro de defender el agua y la vida en todas sus formas. Sin embargo, aunque Petro ha reconocido haber sido de izquierda, actualmente dice que su propuesta no es socialista sino que busca desarrollar un «capitalismo democrático» en su país.

### Argentina
Entre sus principales referentes se encuentran Leandro Santoro, dirigente de origen radical que representa una vertiente progresista porteña, con fuerte énfasis en los derechos humanos, el diálogo institucional y el rol del Estado; Axel Kicillof, economista y gobernador bonaerense, exministro de Economía, identificado con una gestión técnica de orientación popular; Alberto Fernández, presidente de la Nación entre 2019 y 2023, quien intentó sintetizar una conducción moderada del Frente de Todos basada en consensos progresistas, con énfasis en el multilateralismo, la ampliación de derechos sociales y la institucionalidad democrática,Juan Monteverde, referente rosarino del partido Ciudad Futura, con fuerte inserción territorial, militancia ambientalista.
En un plano más técnico-académico, también se incluyen referentes como Roberto Feletti, exsecretario de Comercio Interior; Mercedes Marcó del Pont, exdirectora de la AFIP y del Banco Central; y Gabriel Katopodis, ministro de Obras Públicas con perfil desarrollista-progresista.
Entre las principales agrupaciones progresistas argentinas se encuentra Los Irrompibles, de origen radical y vinculada a Leandro Santoro, con presencia en CABA y en espacios legislativos, combinando tradición alfonsinista con peronismo urbano. Nuevo Encuentro, liderado por Martín Sabbatella, actúa en el conurbano bonaerense con fuerte identidad kirchnerista, militancia territorial y enfoque en la comunicación popular. ParTE, el partido fundado por Alberto Fernández, fue un instrumento institucional del progresismo moderado durante su presidencia, aunque con estructura limitada.
La Efervescente articula a sectores del peronismo juvenil y el feminismo en facultades de la UBA, con una identidad porteña y progresista. La Mella, con presencia nacional, responde a una izquierda autónoma con énfasis en el feminismo, y está asociada al Frente Patria Grande, En los territorios populares, Somos-Barrios de Pie, conducido por Daniel Menéndez, organiza a sectores excluidos con una agenda de derechos sociales, y se vincula a movimientos piqueteros institucionalizados. El Movimiento Evita, de raíz peronista, articula economía popular y feminismo desde una perspectiva nacional-popular. Frente Patria Grande, liderado por Juan Grabois, combina militancia cristiana, ecologismo y enfoque en juventudes precarizadas, con base territorial en villas urbanas y universidades.
También se inscriben en este campo fuerzas como el GEN, de Margarita Stolbizer, de perfil socialdemócrata, y el Partido Intransigente (PI), que ha tenido participación en frentes progresistas. En el ámbito sindical, se destacan CTERA, SUTEBA y UTE, con orientación pedagógica crítica y vinculaciones con gobiernos provinciales progresistas. La Celeste, corriente mayoritaria docente, mantiene una agenda sindical unificada con estos sectores.

### Perú
El progresismo estuvo concebido por editores como César Antonio Ugarte, Hildebrando Castro Pozo y Abelardo Solís, en que José Carlos Mariátegui tomó algunas obras para conocer la realidad nacional. En los años 1970, las ideas progresistas calaron en movimientos religiosos bajo el concepto de la teología de la liberación, que fueron importantes para el declive de la oligarquía de aquel entonces, cuya importancia se redujo en la década siguiente. Tras la finalización del gobierno de Alberto Fujimori, el antifujimorismo es una de las manifestaciones que congrega colectivos con ideas liberales en lo social, según el politólogo peruano de la Universidad Diego Portales, Carlos Meléndez.
Luego de Alfonso Barrantes en los años 1980, Susana Villarán fue una de las autoridades que conectó la corriente progresista a la población para los años 2010. Sin embargo, a diferencia de los conservadores, para las elecciones de 2021, partidos emergentes  como Juntos por el Perú y Partido Morado tuvieron dificultades en la organización de campañas proselitistas para convencer a la población. Eso explica, según el portal Salud con Lupa, que solo tuvo una limitada presencia al menos en el poder legislativo del país.

## Críticas
El adjetivo «progresista» se aplica con fines peyorativos por parte —de forma inicial— de las corrientes conservadoras o neoconservadoras en Europa y América, y enaltecedora por sus valores justicieros por parte de sectores liberales o democráticos; y muy frecuentemente este debate tiene expresión en la literatura y otros medios de comunicación, más allá de su adecuación o no adecuación a una estricta correspondencia con la ideología o los regímenes políticos progresistas. Se asocia con las posturas políticas de nueva izquierda y las ideas y actitudes de bondad social y multiculturalistas, algunas de corte autoritario y otras muy libertarias, siendo los aspectos más polémicos los relacionados con la xenofobia, homofobia, machismo, entre otros.
Por su parte, Theodore Kaczynski en su obra La sociedad industrial y su futuro describe a los progresistas como «izquierdistas modernos» que poseen, en general —pero no necesariamente siempre—, dos tendencias psicológicas generales: sentimientos de inferioridad y sobresocialización. Para Kaczynski, los sentimientos de inferioridad se refieren a rasgos de «hipersensibilidad» que tienen los activistas con respecto a ciertos grupos sociales manifestándose en una sobreprotección hacia estos grupos por considerar que no pueden valerse por sí mismos, sino que la sociedad se tiene que hacer cargo de este pasivamente. Por otro lado, Kaczynski describe a la sobresocialización como la necesidad del izquierdista moderno de exigirse a sí mismo y a los demás cierto código moral manifestado en la llamada «corrección política».
Asimismo, algunos sectores de izquierda son críticos con el progresismo por supuestamente haber desestimado las transformaciones socioeconómicas defendiendo en su lugar vías más reformistas o incluso hasta liberales. Incluso algunos de estos sectores atribuyen que las reivindicaciones socioculturales del progresismo desarticularon las reivindicaciones socioeconómicas.